# Аркаулово
Аркау́лово (рос. Аркаулово, башк. Арҡауыл) — село у складі Салаватського району Башкортостану, Росія. Адміністративний центр Аркауловської сільської ради.
Населення — 1439 осіб (2010; 1459 в 2002).
Національний склад:
- башкири — 78 %

## Видатні уродженці
- Рамі Гаріпов — башкирський поет. У селі є музей поета.